# الرسالة إلى أهل روما
الرسالة إلى أهل روما هي إحدى رسائل العهد الجديد القانونية بالنسبة للكنائس المسيحية والتي تنسب إلى بولس الرسول، يعتقد أنها كتبت في كورنثوس أو بالقرب من كنخريا وأرسلت إلى روما بيد فيبي خادمة كنيسة تلك المدينة (16 : 27) وكان بولس وقتها في إضافة أحد مسيحيي المنطقة المهتدين والذين كان يدعى غايس (16 : 23)، يعتقد بأنها كتبت حوالي عام 58 م.

## سبب الكتابة
السبب الرئيسي لكتابة هذه الرسالة يبينه بولس في بدايتها فيقول ﴿بُولُسُ، عَبْدٌ لِيَسُوعَ الْمَسِيحِ، الْمَدْعُوُّ رَسُولاً، الْمُفْرَزُ لإِنْجِيلِ اللهِ﴾ (1 : 1)، حيث أراد أن يوضح للجماعة المسيحية -الناشئة- في روما بأنه رسول شرعي كبقية رسل المسيح ومن ثم وجب عليه كرسول ان يقوي المهتدين الجدد ويشجعهم على الثبات بالإيمان (1 : 11 – 12). وبالمجمل يلخص مضمون هذه الرسالة في النصف الثاني من الإصحاح الخامس عشر :
1. طلب بولس الصلاة من اجل رحلته القادمة إلى أورشليم لكي تقبل التقدمات التي جمعها من الأمم لأجل الكنيسة هناك.
2. خطط بولس بالقدوم إلى روما من أورشليم وقضاء بعض الوقت هناك قبل التوجه إلى إسبانيا، وامله بأن تدعم كنيسة روما رحلته إلى إسبانيا.
3. لم يزر بولس روما من قبل لذلك كتب لهم رسالته ليبين بأنه ضد التعاليم المختلفة التي ظهرت في تلك الفترة.

## المصدر
- رسالة إلى أهل روما - الموسوعة العربية الميسرة، 1965

## مواضيع ذات صلة
- بولس